# Tobias Mohr
Tobias Franz Mohr (Aachen, 24 augustus 1995) is een Duits voetballer die sinds 2025 uitkomt voor Standard Luik.

## Clubcarrière
Mohr begon zijn jeugdopleiding bij Borussia Brand 08, waar hij in 2006 werd opgepikt door Alemannia Aachen. Vanaf de U12 doorliep hij er alle jeugdcategorieën tot het tweede elftal – waarmee hij voornamelijk in de Oberliga Mittelrhein uitkwam – en het eerste elftal. Mohr speelde 81 competitiewedstrijden voor Alemannia Aachen in de Regionalliga West. 
In juni 2018 ondertekende Mohr, die in maart 2015 een contract tot medio 2018 had ondertekend bij zijn opleidingsclub, een tweejarig contract bij tweedeklasser SpVgg Greuther Fürth. Mohr werd op de openingsspeeldag van de Regionalliga Bayern gebruikt door het tweede elftal van de club, maar vanaf de competitiestart in de 2. Bundesliga groeide de linkerflankspeler – die in de 5-1-zege tegen FC Pipinsried zijn doelpunt meepikte – ook vrijwel meteen uit tot een vaste waarde bij de eerste ploeg. Met vier goals en vier assists in achttien competitiewedstrijden wierp hij zich al gauw op tot een gewaardeerde kracht in de ploeg van trainer Damir Burić. Een knieblessure gooide evenwel roet in het eten: op 21 december 2018 liep hij in de competitiewedstrijd tegen SV Sandhausen (0-0-gelijkspel) een knieblessure op die hem quasi voor de rest van het seizoen aan de kant hield. Mohr kwam enkel op de slotspeeldag van de 2. Bundesliga nog in actie: tegen FC St. Pauli (2-1-zege) speelde hij een volledige wedstrijd.
Mohr was ook in de eerste helft van het seizoen 2019/20 een vaste waarde hij Greuther Fürth, waarop hij in januari 2020 een transfer versierde naar reeksgenoot 1. FC Heidenheim. Heidenheim betaalde een miljoen euro voor Mohr, die bij de club uit Baden-Württemberg quasi in elke wedstrijd in actie kwam, maar wel lang moest vechten voor een vaste basisplaats. Pas in het seizoen 2021/22 kwam er standvastigheid voor Mohr, die dat seizoen enkel op de slotspeeldag van de 2. Bundesliga niet in actie kwam en slechts twee keer invaller was. Mohr was dat seizoen goed voor acht goals en acht assists in alle competities en werd
 Dat leverde hem in juni 2022 een transfer naar eersteklasser Schalke 04 op. Daar ondertekende Mohr een driejarig contract.
In zijn eerste officiële wedstrijd voor Schalke 04, een bekerwedstrijd tegen Bremer SV (0-5-winst), was Mohr meteen goed voor drie assists. Het bleek niet de voorbode van een succesvol seizoen: Mohr was vaker invaller dan basisspeler en degradeerde in zijn eerste seizoen met Schalke 04 meteen uit de Bundesliga. Ook bij Schalke 04 vergaarde Mohr pas in zijn derde seizoen de nodige standvastigheid. In mei 2025 kondigde de club evenwel aan dat zijn aflopende contract niet verlengd zou worden.
In juni 2025 maakte Mohr op transfervrije basis de overstap naar de Belgische eersteklasser Standard Luik, waar met Marc Wilmots een oude bekende van bij Schalke 04 sportief directeur was geworden.

## Privé
- Jürgen Mohr, de oom van Tobias, speelde meer dan honderd wedstrijden in de Bundesliga in het shirt van 1. FC Köln, Hertha BSC, Eintracht Frankfurt en 1. FC Saarbrücken.[16]